# Weiße Reihe Lyrik international
Die Weiße Reihe Lyrik international ist eine deutschsprachige Buchreihe, die von 1967 bis 1991 überwiegend im Verlag Volk und Welt erschien. Die Weiße Reihe, in der größtenteils Übersetzungen moderner bzw. zeitgenössischer Poesie veröffentlicht wurde, war neben dem „Poesiealbum“ die wichtigste Lyrikreihe der DDR. Sie versammelte in 113 Bänden Autoren des 20. Jahrhunderts, Lyriker aus aller Welt, oft in zweisprachigen Ausgaben, wobei ein jeder Band jeweils einem Dichter gewidmet war. Unter den Autoren waren Anna Achmatowa, W. H. Auden, Gottfried Benn, Paul Celan, E. E. Cummings, Paul Eluard, Hans Magnus Enzensberger, Robert Frost, Leonid Martynow, Boris Pasternak, Jaroslav Seifert, Dylan Thomas, Giuseppe Ungaretti u. v. a. m.  Als Übersetzer und Nachdichter zeichnen Namen wie Franz Fühmann, Stephan Hermlin, Günter Kunert, Reiner Kunze, Sarah und Rainer Kirsch, Adolf Endler, Uwe Greßmann und Rolf Schneider.

## Bände (Auswahl)
- Ai Qing: Auf der Waage der Zeit. Volk und Welt, Berlin 1988, ISBN 3-353-00223-5.
- Guillaume Apollinaire: Unterm Pont Mirabeau. Volk und Welt, Berlin 1971. Illustrator: Holzschnitt von Raoul Dufy - Horst Hussel und Lothar Reher (Einband) - Nachwort: Thea Mayer (Herausgeberin) - zweisprachig in französischer und deutscher Sprache.
- Tudor Arghezi: Ketzerbeichte. Volk und Welt, Berlin 1968. Illustrator: Horst Hussel (Grafik) - Übersetzer: Heinz Kahlau (Nachdichtung) - Nachwort: Paul Schuster.
- H. C. Artmann: Wenn du in den Prater kommst. Volk und Welt, Berlin 1988, ISBN 3-353-00336-3. Illustrator: Reinhard Zabka (Illustration) - weitere Mitwirkende: Richard Pietraß (Herausgeber)
- Wystan Hugh Auden: Glück mit dem kommenden Tag. [Gedichte.] Zweisprachige Ausgabe englisch und deutsch. Nachdichtungen von Karl Heinz Berger, Erich Fried, Ernst Jandl, Hilde Spiel u. a. Hrsg., Nachwort von Günter Gentsch. Mit einer Illustration von Dietrich Schade. Berlin: Volk und Welt, 1979
- Ėduard Georgievič Bagrickij: Vom Schwarzbrot und von der Treue der Frau. Volk und Welt -, Berlin (DDR) -, 1971
- Mykola Bashan: Eine Handvoll Hoffnung. [Gedichte.] Aus dem Ukrainischen. Nachdichtungen von Adolf Endler, Sarah Kirsch u. a. Herausgegeben von Peter Kirchner. Nachwort von Paul Wiens. Mit einer Illustration von Ingrid Schuppan. Berlin: Volk und Welt, 1972 - Enth. u. a. musikbezogene Gedichte
- Gottfried Benn: Einsamer nie. Volk und Welt -, Berlin (DDR) -, 1986, 1. Auflage. Illustrator: Egmont Schaefer (Illustration) - Nachwort: Joachim Schreck (Herausgeber) - - mit einer Illustration
- Muin Bessieso: Palästina im Herzen. Volk und Welt -, Berlin (DDR) -, 1982, 1. Auflage. Illustrator: Ibrahim Hazimeh (Illustration) - Horst Hussel und Lothar Reher (Einband) - Übersetzer: Nachdichtungen aus dem Arabischen von Johanna und Moustapha Haikal - Nachwort: Moustapha Haikal (Herausgeber) - - Texte teilweise in arabischer und deutscher Sprache
- Alexander Block: Schneegesicht. Volk und Welt -, Berlin (DDR) -, 1970. 1. Auflage. Illustrator: Grafik von W. N. Masjutin - Horst Hussel und Lothar Reher (Einband) - Nachwort: Fritz Mierau (Herausgeber) - - Paralledr. in russ. u. dt. Sprache. - Enth. u. a.: Im Kirchenchor war ein Mädchen zu hören. - Er singt
- Nicolas Born: Ein Lied das jeder kennt. Berlin : Verlag Volk und Welt, 1989, ISBN 3-353-00533-1.
- Beat Brechbühl: Traumhämmer. Volk und Welt -, Berlin (DDR) -, 1978
- Rolf Dieter Brinkmann: Rolltreppen im August. Chris Hirte (Herausgeber), Hans Ticha (Illustrator), Horst Hussel (Illustrator). 1986
- Waleri Brjussow: Ich ahne voraus die stolzen Schatten. [Gedichte.] Zweisprachige Ausgabe russisch und deutsch. Nachdichtungen von Elke Erb, Roland Erb und Uwe Grüning. Hrsg. und mit einem Nachwort von Klaus Städtke. Mit einer Illustration von Jürgen Stock. Berlin, Verlag Volk und Welt, 1978
- Ernesto Cardenal: Nur der Wind ist derselbe. Volk und Welt -, Berlin (DDR) -, 1989, ISBN 3-353-00562-5, 1. Auflage. Illustrator: Illustration von Nuria Quevedo - Horst Hussel und Lothar Reher (Einband) - Übersetzer: aus dem Spanischen nachgedichtet von Stefan Baciu, Fritz Rudolf Fries u. a. - weitere Mitwirkende: Carlos Rincón (Herausgeber) - Zweisprachige Ausgabe in spanischer und deutscher Sprache
- Gabriel Celaya: Ahnungen. Volk und Welt -, Berlin (DDR) -, 1983, 1. Auflage. Illustrator: Charlotte E. Pauly - Übersetzer: aus dem Spanischen von Andreas Klotsch - Nachwort: Andreas Klotsch - - mit Anmerkungen
- Aimé Césaire: Jede Insel ist Witwe. 1989, ISBN 3-353-00563-3.
- René Char: Und der Schatten der Sanduhr begräbt die Nacht. [Gedichte.] Französisch - deutsch. Nachdichtungen von Paul Celan, Peter Handke, Lothar Klünner u. a. Herausgegeben von Klaus Möckel. Mit einer Illustration von Antoinette Michel. Berlin: Volk und Welt, 1988, ISBN 3-353-00348-7.
- Edward Estlin Cummings: So klein wie die Welt und so groß wie allein. Gedichte. Zweisprachige Ausgabe. Berlin, Volk und Welt, 1980, 1. Aufl., Hg., mit einem Nachwort und Anmerkungen versehen von Klaus-Dieter Sommer
- Robert Desnos: Die Quellen der Nacht. Berlin: Volk und Welt 1985. Herausgegeben von Paul Wiens. - Aus dem Französischen nachgedichtet von Paul Wiens, Klaus Möckel und Paul Celan. - Nachwort von Klaus Möckel. - Nachgedichtet von Elke Erb, Roland Erb und Uwe Grüning. - In deutscher und französischer Sprache. - Illustration von Carola Ludwig. - Einbandentwurf von Horst Hussel und Lothar Reher.
- Blaga Dimitrowa: Fenster zur Hoffnung. Berlin: Volk und Welt 1986
- Iwan Dratsch: Ukrainische Pferde über Paris. Berlin: Verlag Volk und Welt, 1976. Mit einer Illustration von Einar Schleef. Herausgegeben von Peter Kirchner, übersetzt von Peter Gosse, Rainer Kirsch u.a aus dem Russischen
- Gunnar Ekelöf: Es ist spät auf Erden. Berlin: Volk und Welt 1984. Herausgegeben und mit Anmerkungen versehen von Sieglinde Mierau. - Nachgedichtet von Roland Erb unter Benutzung der Interlinearübersetzungen von Sieglinde Mierau. - Nachbemerkung von Roland Erb. - Illustration von Gunnar Ekelöf. - Einbandentwurf von Horst Hussel und Lothar Reher.
- T. S. Eliot: In meinem Anfang ist mein Ende. Volk und Welt -, Berlin (DDR) -, 1977, 1. Auflage. Illustrator: Illustration von Heinz Zander - Horst Hussel und Lothar Reher (Einband) - Nachwort: Karl Heinz Berger (Herausgeber) - - zweisprachige Ausgabe in englischer und deutscher Sprache
- Paul Eluard: Trauer schönes Antlitz. [Gedichte.] Zweisprachige Ausgabe. Französisch - deutsch. Auswahl, Nachdichtung und Nachbemerkung von Stephan Hermlin. Mit einer Graphik von Picasso und einer Handschriftenprobe. Berlin: Volk und Welt, 1974
- Hans Magnus Enzensberger: Beschreibung eines Dickichts. Volk und Welt -, Berlin (DDR) -, 1979, 1. Auflage. Illustrator: Jürgen Neugebauer (Illustration auf Seite 4) - Horst Hussel und Lothar Reher (Einband) - Nachwort: Klaus Schuhmann (Herausgeber)
- Erich Fried: Kampf ohne Engel - herausgegeben und mit Nachwort versehen von Frank Beer - illustriert von Einar Schleef - Berlin : Verlag Volk und Welt, 1976
- Federico Garcia Lorca: Schwarzer Regenbogen. 1978
- Guillevic: Geheimnis der Dinge. Berlin: Volk und Welt 1969. Herausgegeben und mit einem Nachwort versehen von Paul Wiens. - Nachgedichtet von Paul Wiens und Lionel Richard. - In deutscher und französischer Sprache. - Illustration von Marianne Schäfer. - Einbandentwurf von Horst Hussel und Lothar Reher.
- Miguel Hernández: Der Ölbaum schmeckt nach Zeit. [Gedichte.] Nachdichtungen von Erich Arendt. Herausgegeben, Nachwort von Karlheinz Barck. Mit einer Illustration von José Renau. Berlin: Volk und Welt, 1972
- František Hrubín: Romanze für ein Flügelhorn. [Gedichte.] Nachgedichtet von Jürgen Rennert. Hrsg., Nachwort von Manfred Jähnichen. Mit einer Illustration von Elli Graetz. Berlin: Volk und Welt, 1978, 1. Aufl.
- Gyula Illyés: Mein Fisch und mein Netz : aus dem Ungarischen mit ausgewählten Originaltexten - herausgegeben von Paul Kárpáti - Aufzeichnungen und Bekenntnisse des Dichters wurden vom Herausgeber zu einem Nachwort zusammengestellt - Illustriert von Heidrun Hegewald. Berlin : Verlag Volk und Welt, 1973
- Ernst Jandl: Augenspiel. Herausgegeben und mit einem Nachwort von Joachim Schreck. Berlin: Volk und Welt, 1985
- Jewgeni Jewtuschenko: Bürger, wenn ihr hören könnt. Berlin: Volk und Welt, 1978, 1. Aufl., mit einer Illustration von Volker Pfüller und einem Faksimile. Zweisprachige Ausgabe russisch und deutsch. Einbandentwurf Horst Hussel.
- Theodor Kramer: Lied am Rand. Gedichte. Nachbemerkung von Joachim Schreck. Mit 1 Illustration von Volker Pfüller. Berlin: Volk u. Welt, 1975
- Philip Larkin: Mich ruft nur meiner Glocke grober Klang. Berlin: Volk und Welt 1988. Herausgegeben und mit einem Nachwort versehen von Karl Heinz Berger. - In deutscher und englischer Sprache. - Illustration von Thomas Kraft. - Einbandentwurf von Horst Hussel und Lothar Reher.
- Hugh MacDiarmid: Ein Wind sprang auf. Gedichte. Nachdichtungen von Heinz Kahlau und Günter Kunert. Den aus dem Schottischen übertragenen Gedichten liegen Interlinearversionen von Renate und John Mitchell zugrunde. Mit 1 Illustration von Manfred Böttcher. Einbandentwurf: Horst Hussel / Lothar Reher. Berlin. Verlag Volk und Welt, (1968)
- Desanka Maksimović : Der Schlangenbräutigam. Herausgegeben und mit einem Nachwort versehen von Manfred Jähnichen. Nachdichtungen aus dem Serbokroatischen von Annemarie Bostroem, Waltraut Jähnichen, Astrid Philippsen. Berlin: Verlag Volk und Welt, 1982
- Ivan Malinowski: Im Herz des Winters. Volk und Welt, Berlin (DDR) -, 1989, ISBN 3-353-00544-7, 1. Auflage. Illustrator: Wolfgang Leber (Illustration auf Seite 4) - Horst Hussel und Lothar Reher (Einband) - Übersetzer: Lutz Volke - aus dem Dänischen - Nachwort: Lutz Volke - - zweisprachige Ausgabe in dänischer und deutscher Sprache.
- Justinas Marcinkevičius: Auf der Erde geht ein Vogel. Volk und Welt -, Berlin (DDR) -, 1969, 1. Auflage. Illustrator: Dieter Goltzsche (Illustration) - Übersetzer: Heinz Czechowski / Franz Fühmann / Sarah Kirsch / Karl Mickel (Nachdichter) - Nachwort: Leonhard Kossuth (Herausgeber) - - zweisprachig in litauischer und deutscher Sprache
- Leonid Martynow: Der siebente Sinn. Kultur und Fortschritt -, Berlin (DDR) -, 1968, 1. Auflage. Illustrator: Dieter Goltzsche (Illustration) - Übersetzer: Nachdichtung: Adolf Endler, Paul Wiens - weitere Mitwirkende: Paul Wiens (Herausgeber) - zweisprachig in russischer und deutscher Sprache
- Laco Novomeský: Abgezählt an den Fingern der Türme. Berlin, Verlag Volk und Welt, 1971. Herausgegeben, mit einem Nachwort versehen und aus dem Slowakischen nachgedichtet von Manfred Jähnichen. Mit einer Illustration von Gerhard Oschatz.
- Boris Pasternak: Initialen der Leidenschaft. Volk und Welt -, Berlin (DDR) -, 1969, 1. Auflage. Illustrator: Nuria Quevedo (illustration) - Übersetzer: aus dem Russischen von Günther Deicke und Johannes Bobrowski - weitere Mitwirkende: Edel Mirowa-FLorin (Herausgeber) - zweisprachig in russischer und deutscher Sprache
- Cesare Pavese: Klar und verlassen gehen die Morgen hin. Berlin: Volk und Welt, 1978 Zweisprachige Ausgabe italienisch und deutsch. Nachdichtungen von Roland Erb, Joachim Meinert u. a. Hrsg., Nachw.: Joachim Meinert. Mit 1 Illustration von Erhard Schmidt.
- Octavio Paz: Wörter, die Welt zu versiegeln. Volk und Welt -, Berlin (DDR) -, 1987, ISBN 3-353-00201-4, 1. Auflage. Illustrator: Carola Ludwig (Illustration) - Horst Hussel und Lothar Reher (Einband) - Übersetzer: aus dem Spanischen nachgedichtet von Fritz Vogelgsang - Nachwort: Carlos Marroquin (Herausgeber) - - zweisprachig in spanischer und deutscher Sprache
- Saint-John Perse: Anabasis Winde. Volk und Welt -, Berlin (DDR) -, 1981, 1. Auflage. Illustrator: Horst Hussel und Lothar Reher (Einband) - Dietrich Schade-Lusici (Illustration) - Übersetzer: Nachdichtungen aus dem Französischen von Friedhelm Kemp unter Benutzung der Übertragungen von Walter Benjamin, Bernard Groethuysen und Herbert Steiner - Nachwort: Erich Arendt (Herausgeber und Nachwort)- zweisprachig in französischer und deutscher Sprache
- Vasko Popa: Die Botschaft der Amsel. Volk und Welt -, Berlin (DDR) -, 1989, ISBN 3-353-00531-5, 1. Auflage. Illustrator: Christine Donath (Illustration) - Horst Hussel und Lothar Reher (Einband) - Übersetzer: Nachdichtungen aus d. Serbokroat. von Barbara Antkowiak - - zweisprachig in serbischer und deutscher Sprache
- Ezra Pound: An eigensinnigen Inseln. Gedichte. Zweisprachige Ausgabe: englisch - deutsch. Nachdichtungen von Eva Hesse. Hrsg., Nachwort von Günter Gentsch. Mit einer Illustration von Horst Zickelbein. Berlin: Volk und Welt, 1986
- Salvatore Quasimodo: Unmerklich tanzt die Zeit. Volk und Welt -, Berlin (DDR) -, 1967. 1. Auflage. Illustrator: Pablo Picasso - Übersetzer: aus dem Italienischen von Gianni Selvani, Thea Mayer, Klaus Möckel und Marianne Dreifuß - weitere Mitwirkende: Thea Mayer (Herausgeber) - zweisprachig in Italienisch und Deutsch
- Jacques Rabemananjara: Deine unermessliche Legende. Volk und Welt -, Berlin (DDR) -, 1985, 1. Auflage. Illustrator: Christiane Treder (Illustration) - Horst Hussel und Lothar Reher (Einband) - Übersetzer: Nachdichtungen aus dem Französischen von Erica de Bary und Rainer Arnold - Nachwort: Rainer Arnold (Herausgeber) - - zweisprachige Ausgabe in französischer und deutscher Sprache
- Janis Rainis: Nachtgedanken über ein neues Jahrhundert. Berlin: Volk und Welt 1974
- Peter Rühmkorf: Phönix voran! Volk und Welt -, Berlin (DDR) -, 1982, 1. Auflage. Illustrator: Illustration von Hans Ticha - Horst Hussel und Lothar Reher (Einband) - Nachwort: Klaus Schuhmann (Herausgeber)
- Nikolai Sabolozki: Gesicht im buckligen Spiegel. Berlin: Volk und Welt 1979
- Jaroslav Seifert: Wermut der Worte. Berlin Verlag Volk und Welt 1985
- Léopold Sédar Senghor: Wir werden schwelgen, Freundin. 1984
- Wallace Stevens: Menschen, aus Worten gemacht. Gedichte. Zweisprachige Ausgabe. Berlin, Volk und Welt, 1983, 1. Aufl., 1983.  Hg., mit einem Nachwort und Anmerkungen versehen von Klaus-Dieter Sommer. Nachdichtungen aus dem Amerikanischen von Karl Heinz Berger, Kurt Heinrich Hansen und Klaus-Dieter Sommer. Illustration auf S. 4 von Horst Zickelbein.
- Olshas Sulejmenow: Im Azimut der Nomaden. Poeme und Gedichte (russisch und deutsch.) Herausgegeben von Leonhard Kossuth. Nachgedichtet von Waldemar Dege. Berlin: Volk und Welt, 1981
- Wislawa Szymborska: Vokabeln. [Gedichte.] Herausgegeben und nachgedichtet von Jutta Janke. Nachwort von Jürgen Rennert. Mit einer Illustration von Carola Hahn. Berlin: Verlag Volk und Welt, 1979
- Rabindranath Tagore: Gitanjali. Gedichte. Nachdichtungen von Adam Haas u. Gabrielle Maria Muncker. Nachwort von Brigitte Preuß. Mit 1 Illustration von Irmgard Suckau. Verlag Volk und Welt, Berlin 1987
- Tomas Tranströmer: Formeln der Reise. Verlag Volk und Welt, Berlin, 1983
- Dylan Thomas: Und dem Tod soll kein Reich mehr bleiben. Volk und Welt -, Berlin (DDR) -, 1984, 1. Auflage. Illustrator: Klaus Roenspieß (Illustration auf Seite 4) - Übersetzer: aus dem Englischen nachgedichtet von Karl Heinz Berger - Nachwort: Karl Heinz Berger (Herausgeber); zweisprachige Ausgabe
- Nikolai Tichonow: Wie die Diamanten fallen die Sterne. Balladen. Zweisprachig. Hrsg. und Nachwort von Ingrid Schäfer. Nachdichtungen v. Uwe Grüning, Heinz Kahlau, Klaus Möckel, Kristian Pech, Helmut Preißler und Alfred Edgar Thoss. Mit 1 Illustration von Jürgen Stock. Berlin. Verlag Volk und Welt 1977
- Giuseppe Ungaretti: Freude der Schiffbrüche. Verlag Volk und Welt, Berlin  1977. Mit Frontispiz von Jürgen Stock.
- César Vallejo: Funken wie Weizenkörner. Volk und Welt -, Berlin (DDR) -, 1971. 1. Aufl. Übersetzer: Aus dem Spanischen von Erich Arendt + Magnus Enzensberger + Fritz Rudolf Fries
- Ojars Vacietis: Stilleben mit Schlange, Baum und Kind. Ausgewählt und kommentiert von Janis Peters. Nachgedichtet von Annemarie Bostroem und Heinz Kahlau. Berlin: Volk und Welt, 1979
- István Vas: Rhapsodie in einem herbstlichen Garten. Volk und Welt, Berlin (DDR) 1986, ISBN 3-353-00017-8, 1. Auflage. Illustrator: Horst Hussel und Lothar Reher (Einband) - Piroska Szántó (Illustration) - Übersetzer: Annemarie Bostroem, Günther Deicke, Uwe Greßmann, Heinz Kahlau, Paul Kárpáti, Uwe Kolbe, Richard Pietraß, Hans-Jörg Rother und Brigitte Struzyk - Nachdichtungen aus dem Ungarischen - Nachwort: Paul Kárpáti (Herausgeber)
- William Carlos Williams: Die Worte, die Worte, die Worte. Gedichte. Zweisprachig: englisch - deutsch. Aus dem Amerikanischen übertragen sowie mit dem Gedicht „Envoi“ und einem Nachwort von Hans-Magnus Enzensberger. Mit einer Illustration von Dieter Goltzsche. Berlin: Volk und Welt, 1987, ISBN 3-353-00221-9.
- Andrej Wosnessenski: Wenn wir die Schönheit retten. Berlin, Verlag Volk und Welt, 1988, ISBN 3-353-00314-2, 1. Auflage, herausgegeben, mit einem Nachwort und Anmerkungen versehen von Ingrid Schäfer, Zweisprachige Ausgabe russisch und deutsch
- Vilém Závada: Die wahre Schönheit der nackten Worte. Volk und Welt -, Berlin (DDR) -, 1986, 1. Auflage. Illustrator: Karin Sakrowski (Illustration auf Seite 4) - Horst Hussel und Lothar Reher (Einband) - Übersetzer: Annemarie Bostroem, Waldemar Dege, Günther Deicke, Franz Fühmann, Waltraud Jähnichen, Richard Peitraß und Wilhelm Tkaczyk - aus dem Tschechischen (Nachdichtungen) - Nachwort: Manfred Jähnichen (Herausgeber)
- Albin Zollinger: Stille des Wunders. Volk und Welt -, Berlin (DDR) -, 1984, 1. Auflage. Illustrator: Dieter Goltzsche (Illustration) - Lothar Reher und Horst Hussel (Einband) - Nachwort: Richard Pietraß (Herausgeber)
- Marina Zwetajewa: Maßlos in einer Welt nach Maß.  Verlag Volk & Welt Berlin DDR 1980